# Sarigam
Sarigam (censita come Sarigam INA) è una città dell'India di 472 abitanti, situata nel distretto di Valsad, nello stato federato del Gujarat. In base al numero di abitanti la città rientra nella classe VI (meno di 5.000 persone).

## Geografia fisica
La città è situata a 20° 16' 41 N e 72° 50' 30 E.

## Società

### Evoluzione demografica
Al censimento del 2001 la popolazione di Sarigam assommava a 472 persone, delle quali 297 maschi e 175 femmine. I bambini di età inferiore o uguale ai sei anni assommavano a 83, dei quali 44 maschi e 39 femmine. Infine, coloro che erano in grado di saper almeno leggere e scrivere erano 283, dei quali 209 maschi e 74 femmine.